# 107 %-reglen
107 %-reglen er en regulering, der eksisterer i formelsport i kvalifikationsrunderne. I den første fase af kvalifikationen vil alle deltagere, der ikke formår at køre en tid inden for 107 procent af den hurtigste banetid i første kvalifikationsrunde blive udelukket fra videre deltagelse. Hvis den hurtigste banetid er på 60 sekunder skal man således køre en tid på højest 64,2 sekunder for at kunne kvalificere sig videre.
Reglen blev introduceret i Formel 1 sæsonen 1996 og var i brug frem til 2002. Den blev genintroduceret i 2011 med mindre modifikationer.